# Chrissie White
Chrissie White (Londres, 23 de maig de 1895 - Hollywood, 18 d'agost de 1989) va ser una actriu britànica de cinema mut. Va aparèixer en més de 180 pel·lícules entre 1908 i 1933. White es va casar amb l'actor i director de cinema Henry Edwards, i a la dècada del 1920 van ser considerats com la parella de celebritats més famosa de la Gran Bretanya. La parella va tenir dos fills, un fill que va morir quan era un nadó i una filla. Va protagonitzar la pel·lícula de 1920, The Amazing Quest, de Mr. Ernest Bliss, que a l'agost de 2010 va desaparèixer de l'Arxiu Nacional de la BFI, figurant com una de les «75 pel·lícules més buscades» del British Film Institute.
Chrissie White va morir el 1989 a Hollywood (Estats Units d'Amèrica) a causa d'un infart de miocardi. Va ser enterrada en el Cementiri Westwood Village Memorial Park de Los Angeles.

## Filmografia seleccionada
- The Vicar of Wakefield (1913)
- Kissing Cup (1913)
- The Man Who Stayed at Home (1915)
- The Nightbirds of London (1915)
- Sweet Lavender (1915)
- Her Boy (1915)
- A Bunch of Violets (1916)
- Molly Bawn (1916)
- The White Boys (1916)
- Sowing the Wind (1916)
- The Failure (1917)
- Her Marriage Lines (1917)
- The Man Behind 'The Times' (1917)
- The Poet's Windfall (1918)
- Possession (1919)
- City of Beautiful Nonsense (1919)
- The Kinsman (1919)
- Broken in the Wars (1919)
- The Amazing Quest of Mr. Ernest Bliss (1920)
- John Forrest Finds Himself (1920)
- Wild Heather (1921)
- Tit for Tat (1921)
- The Bargain (1921)
- The Lunatic at Large (1921)
- Simple Simon (1922)
- Boden's Boy (1923)
- The Naked Man (1923)
- The World of Wonderful Reality (1924)
- Lily of the Alley (1924)
- Call of the Sea (1930)
- General John Regan (1933)